# Prodasineura verticalis
Prodasineura verticalis – gatunek ważki z rodziny pióronogowatych (Platycnemididae). Występuje w Azji Południowej i Południowo-Wschodniej oraz regionie autonomicznym Kuangsi w południowych Chinach.